# Oblężenie zamku Karlsztejn
Oblężenie zamku Karlsztejn (czes. Obléhání Karlštejna husity) – próba zdobycia zamku w 1422 roku przez wojska husyckie dowodzone przez księcia Zygmunta Korybutowicza.

## Przebieg oblężenia
Oblężenie zamku Karlsztejn (będącego twierdzą katolików w środkowych Czechach) wojska husyckie rozpoczęły w maju 1422 roku. Zamkową załogą dowodził Zdeslav Tluksou z Burenic, natomiast wojskami atakującymi zamek, liczącymi około 12 000 żołnierzy (składającymi się z Czechów, Polaków i Litwinów) dowodził książę Zygmunt Korybutowicz. Husyci do dyspozycji mieli 5 wielkich bombard, 5 katapult, 14 taraśnic oraz 40 śrubownic. Po umieszczeniu artylerii na wzgórzach obok zamku, 4 czerwca rozpoczęło się bombardowanie zamku przy użyciu kamiennych kul i materiałów zapalających. Na południowym zboczu Księżej góry ustawiono dwie wielkie armaty Rychlicę i Jaromiěřkę oraz taraśnice i jedną procę. 

Pomimo że załoga zamku liczyła tylko 400 ludzi, mających na wyposażeniu jedynie kilka taraśnic i katapult, zamku nie udało się zdobyć. Nie pomogło zastosowanie przez husytów broni biologicznej (padlina, gnój, fekalia), użytej w celu wywołania epidemii wśród załogi zamku. Rozpoczęto rokowania, które zakończyły się 8 listopada zawarciem rocznego zawieszenia broni. Pomimo upływu terminu działań bojowych nie wznowiono, prawdopodobnie dlatego, że przy ówczesnych możliwościach (prymitywnej jeszcze) artylerii oblężniczej zdobycie tak potężnego zamku nie było możliwe.

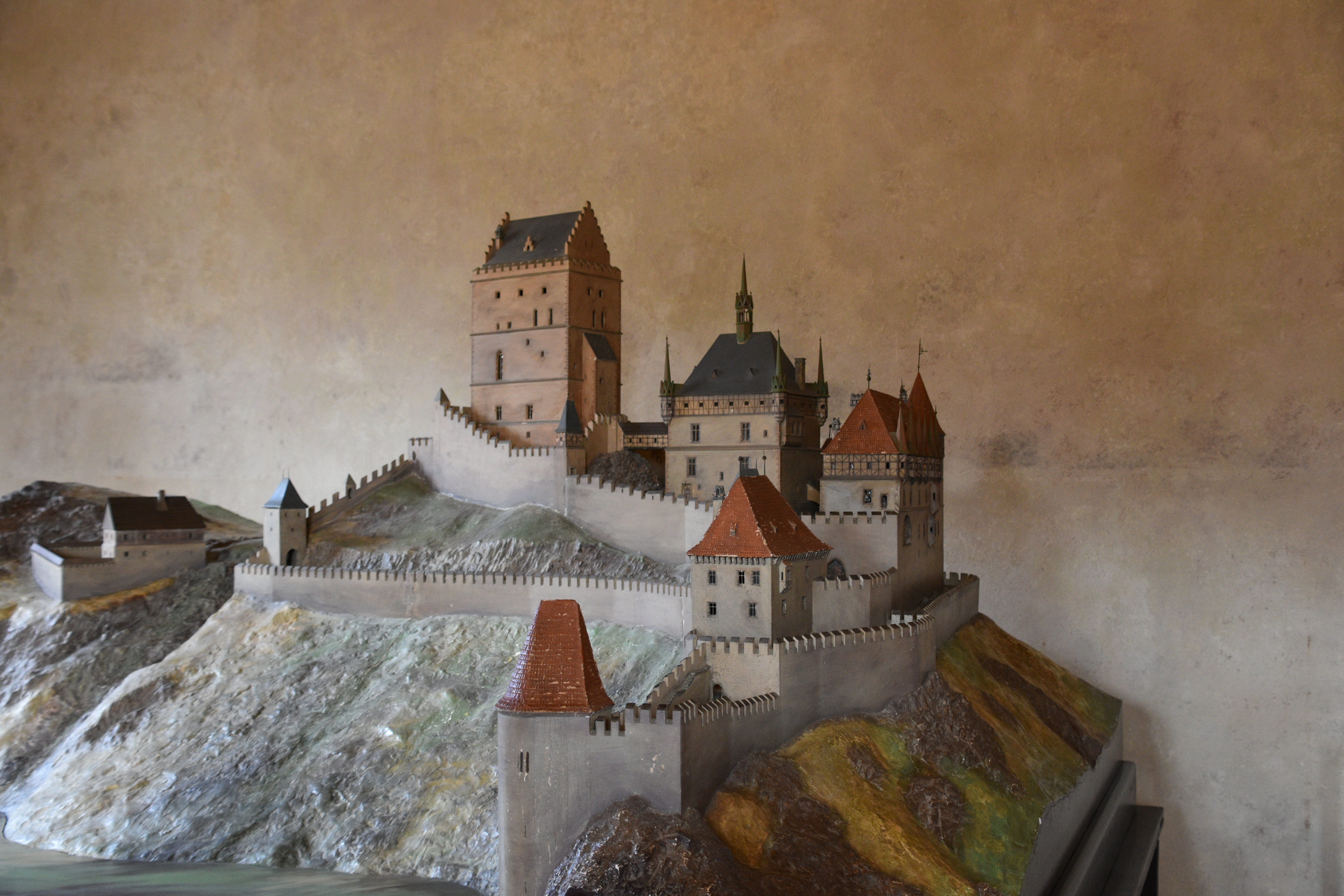
Zamek w czasach oblężenia